# Groupe de Baumslag-Solitar

Une « feuille » du graphe de Cayley du groupe de Baumslag-Solitar. Les arêtes bleues correspondent à et les rouges à b.

Les feuilles du graphe de Cayley du groupe de Baumslag-Solitar BS(2, 1) assemblées en un arbre binaire infini.

En mathématiques et notamment en théorie des groupes, les groupes de Baumslag-Solitar sont des exemples de groupes à deux générateurs et un relateur qui jouent un rôle important dans la théorie combinatoire des groupes et en théorie géométrique des groupes comme exemples ou contre-exemples.  

## Définition
Les groupes de Baumslag-Solitar BS(m, n) sont définis, pour toute paire {\displaystyle m,n} d'entiers relatifs, par la présentation
{\displaystyle {\text{BS}}(m,n)=\left\langle a,b\mid a^{-1}b^{m}a=b^{n}\right\rangle }.
où la notation signifie que le groupe est le quotient du groupe libre engendré par les générateurs a et b par le sous-groupe distingué engendré par {\displaystyle a^{-1}b^{m}ab^{-n}}. 
Divers groupes BS(m, n) sont bien connus. Ainsi BS(1, 1) est le groupe abélien libre sur deux generateurs, et BS(1, −1) est le groupe fondamental de la bouteille de Klein.
Les groupes ont été définis par Gilbert Baumslag et Donald Solitar en 1962 en vue de fournir des exemples de groupes non hopfiens.  Ils comprennent des groupes résiduellement finis, des groupes hopfiens qui ne sont pas résiduellement finis, et des groupes non hopfiens.

## Propriétés
- {\displaystyle {\text{BS}}(m,n)} est résiduellement fini si et seulement si {\displaystyle |m|=|n|} ou {\displaystyle |m|=1} ou {\displaystyle |n|=1}[2].

- {\displaystyle {\text{BS}}(m,n)} est  hopfien si et seulement s’il est résiduellement fini ou si {\displaystyle m} et {\displaystyle n} ont même ensemble de diviseurs  premiers. Il est relativement simple de prouver qu’un groupe finiment engendré et résiduellement fini est hopfien.

Le plus connu des groupes est {\displaystyle {\text{BS}}(2,3)=\left\langle a,b\mid a^{-1}b^{2}a=b^{3}\right\rangle }. Il n'est pas hopfien ; l’application {\displaystyle a\to a,b\to b^{2}}est en effet un épimorphisme qui n’est pas un isomorphisme. Il est en effet facile de vérifier que {\displaystyle (b^{-1}a^{-1}ba)(b^{-1}a^{-1}ba)b^{-1}}est dans le noyau du morphisme puisque son image est  {\displaystyle (b^{-2}a^{-1}b^{2}a)^{2}b^{-2}=(b^{-2}b^{3})^{2}b^{-2}=1}.
Les groupes de Baumslag-Solitar se répartissent en trois familles : ceux qui sont résiduellement finis, ceux qui sont hopfiens sans être résiduellement finis et ceux qui ne sont pas hopfiens. La différence est plus marquée en fonction des paramètres : ceux pour lesquels {\displaystyle |m|=1} ou {\displaystyle |n|=1} d'une part, et ceux pour lesquels {\displaystyle |m|,|n|\neq 1} d'autre part.

## Le casm= 1
Pour un groupe 
{\displaystyle {\text{BS}}(1,n)=\left\langle a,b\mid a^{-1}ba=b^{n}\right\rangle }
il y a un homomorphisme évident sur le groupe cyclique infini en posant {\displaystyle b=1}, et on peut montrer que son noyau est isomorphe au groupe additif des nombres rationnels {\displaystyle n}-adiques. Ainsi, ces groupes sont métabéliens et ont des propriétés de structure fortes ; en particulier, ils n’ont pas de sous-groupe libre de rang 2. De plus, les éléments de ces groupes possèdent des formes normales particulièrement simples : tout élément est représenté de manière unique sous la forme {\displaystyle a^{i}b^{k}a^{-j}},  avec {\displaystyle i,j\geq 0} et si de plus {\displaystyle i,j>0}, alors {\displaystyle k} n’est pas divisible par {\displaystyle n}.
Quand {\displaystyle |m|,|n|\neq 1}, il existe toujours une forme normale parce que les groupes de Baumslag-Solitar sont des exemples, et de fait les exemples les plus simples, d’extensions HNN. Il en résulte la propriété suivante : 
Soit {\displaystyle w} un mot librement réduit de {\displaystyle {\text{BS}}(m,n)} qui représente l’élément unité. Alors {\displaystyle w} a un facteur de la forme {\displaystyle a^{-1}b^{k}a} avec {\displaystyle m|k}, ou {\displaystyle ab^{k}a^{-1}} avec {\displaystyle n|k}.
Ceci démontre que, dans  {\displaystyle {\text{BS}}(2,3)}, le mot 
{\displaystyle b^{-1}a^{-1}bab^{-1}a^{-1}bab^{-1}}
ne représente pas l’unité, et peut aussi servir à montrer que, lorsque {\displaystyle |m|,|n|\neq 1}, alors {\displaystyle {\text{BS}}(m,n)} contient un sous-groupe libre de rang deux.

## Articles liés
- Représentation de groupe
- Groupe super-résoluble
- Groupe hyperbolique
- Groupe hopfien